# Afridi (Schiff, 1909)
HMS Afridi war einer von insgesamt zwölf Zerstörern der Tribal-Klasse der britischen Royal Navy, der ersten britischen Zerstörerklasse mit Turbinenantrieb und Ölfeuerung. Während des Ersten Weltkriegs war sie im Ärmelkanal eingesetzt. Battle Honours erhielt die Afridi, das erste Schiff der Royal Navy dieses Namens, für die Einsätze vor der belgischen Küste (Belgian Coast 1916-17) und für den Angriff auf Ostende (Zeebrugge 1918). 1919 wurde sie zum Abbruch verkauft.

## Geschichte
Die Afridi gehörte zur ersten Bestellung der Royal Navy von fünf Zerstörern der Tribal-Klasse. Die Aufträge für vier der Boote gingen an Werften, die regelmäßig Zerstörer bauten. Die Afridi wurde aber bei der Armstrong-Whitworth Werft in Elswick bestellt, die zwar einer der bedeutendsten britischen Kriegsschiffbauer war, aber bisher nur vier Zerstörer gebaut hatte. Der letzte davon war der unglückliche Turbinenzerstörer Cobra, der bereits nach kurzer Dienstzeit verloren ging. Die Werft hatte mit dem 1905 fertiggestellten Kleinen Kreuzer Amethyst allerdings auch das erste größere turbinengetriebene Kriegsschiff gebaut. Neben der Afridi entstand bei Armstrong-Whitworth der erste britische Schlachtkreuzer Invincible. Das im April 1906 begonnene Schiff, erstes Exemplar dieses neuen Schiffstyps, lief am 13. April 1907 vom Stapel und wurde am 15. März 1909 fertiggestellt.
Die Anforderungen der Admiralität für die neuen Zerstörer ließen den Planungen der Hersteller viel Raum, die allerdings durch den Director of Naval Construction vor endgültiger Auftragserteilung akzeptiert werden mussten. Die Zerstörer mussten eine Höchstgeschwindigkeit von 33 Knoten (kn) erreichen, und es wurde ein Fahrbereich von 1.500 Seemeilen (sm) bei Marschfahrt gefordert. Auch sollten die Neubauten ihre Höchstgeschwindigkeit über acht Stunden laufen können. Vorgeschrieben war der Antrieb durch Dampfturbinen mit Ölfeuerung, und Marschturbinen sollten die geforderte Reichweite ermöglichen. Eine weitere feste Vorgabe war ein Freibord von 15 ft 6 in (4,72 m) am Bug.
Armstrong entschied sich für drei kurze Schornsteine und fünf Yarrow-Wasserrohrkessel für die Dampfversorgung der Parsons-Turbinen, um 14.250 PS (10.630 kW) zu erzeugen, die über drei Wellen mit je einem Propeller dem Boot die geforderten 33 kn Höchstgeschwindigkeit geben sollten. Die Bewaffnung sollte ausschreibungsgemäß aus zwei bis drei Zwölfpfünder-Kanonen (3 inch, 76 mm) der älteren leichten Ausführung „12 cwt gun“ bestehen, um Geld zu sparen. Dazu kamen zwei 18-in-(450-mm)-Torpedorohre, für die das Boot auch zwei Reservetorpedos an Bord hatte. Armstrong installierte zwei 12-pounder-Kanonen nebeneinander auf dem Vorschiff und das dritte Geschütz am Heck. Schon während des Baus wurde deutlich, dass die Bewaffnung der Boote zu leicht war, so dass ab den beiden 1906/07 nachgeorderten Boote alle Neubauten mit zwei 4-inch-102-mm-Kanonen bewaffnet wurden. Für die ersten fünf Boote erging im Oktober 1908 die Entscheidung, zwei zusätzliche 12-pounder-Geschütze aufzustellen. Diese Nachbewaffnung fand auf der Afridi noch vor der Übergabe an die Royal Navy statt.
Die Kiellegung der Afridi erfolgte auf Armstrongs Werft in Elswick im August 1906 und der Stapellauf am 8. Mai 1907. Die Probefahrten zeigten viele Probleme. Die Turbinen und die Propeller befriedigten nicht und mussten verbessert werden. Dazu verursachten extrem schlechtes Wetter und einige Streiks erhebliche Verzögerungen der Fertigstellung. Erst im Februar 1909 konnte die Afridi die geforderten Geschwindigkeitstests erfolgreich absolvieren, als sie über sechs Stunden 33,25 kn (61,58 km/h; 38,26 mph) erreichte. Um diese Geschwindigkeit zu erreichen, soll die Maschinenleistung bis auf 21.000 PS (16.000 kW) gesteigert worden sein.

### Einsätze
Am 10. September 1909 wurde die Afridi schließlich 26 Monate nach dem ursprünglich vereinbarten Liefertermin von der Royal Navy abgenommen. Die anderen vier Boote des ersten Auftrags waren bis zum Dezember 1908 abgeliefert worden, und auch die beiden Boote des ersten und die Nubian des zweiten Ergänzungsauftrages waren da schon abgeliefert. Sie war der letzte von Armstrong gebaute Zerstörer, da die Werft bis zum Ende ihrer Selbstständigkeit 1927 keinen weiteren Zerstörer baute.

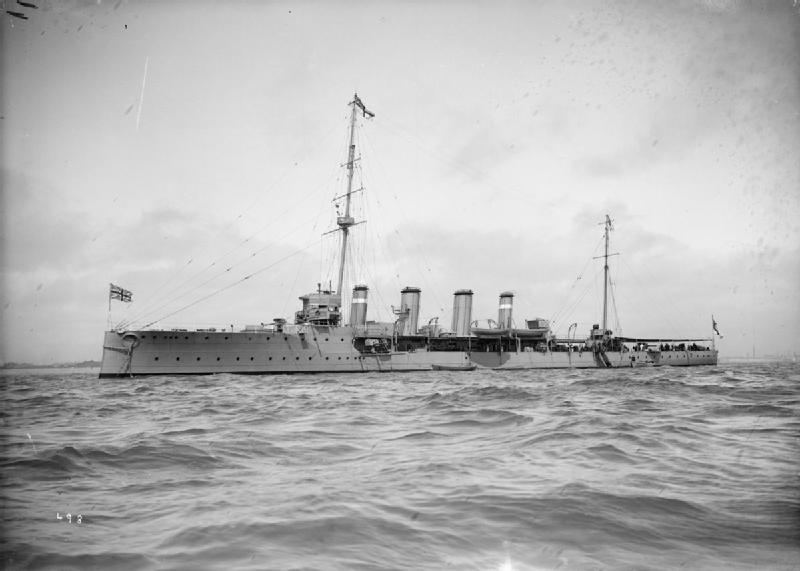
Die Boadicea

Die Afridi kam zu den anderen Booten der Klasse in der „1st Destroyer Flotilla“ (1. Zerstörerflottille). Die Flottille arbeitete mit den modernsten Schlachtschiffen der Home Fleet zusammen und bestand aus dem Flottillenführer Swift, den Tribal-Zerstörern und dreizehn Zerstörern der River-Klasse. Dazu kamen noch die neue Boadicea als Flaggschiff und die beiden Aufklärungskreuzer (Scouts) Adventure und Pathfinder sowie der alte Kreuzer Blenheim als Wohn- und Vorratsschiff. Zwölf Zerstörer der neueren Beagle-Klasse ersetzten 1911 die Boote der River-Klasse, und die Patrol und die neue Blanche ersetzten die bisherigen Scouts.
Nach dem Zulauf modernerer Boote zur Flotte kam die Afridi mit den anderen Tribal-Zerstörern 1912 zur in Portsmouth stationierten „4th Destroyer Flotilla“, wo sie im Oktober mit dem Buchstaben "F" am Bug gekennzeichnet wurden, da die Klasse offiziell als F-Klasse bezeichnet wurde. Im Februar 1914 verlegten die Boote der Klasse nach Dover, da ihre Reichweite zu gering war, um effektiv als Hochseeboote mit der Flotte eingesetzt zu werden. Die Boote der Tribal-Klasse kamen dort zur neu formierten „6th Destroyer Flotilla“.

### Kriegseinsätze

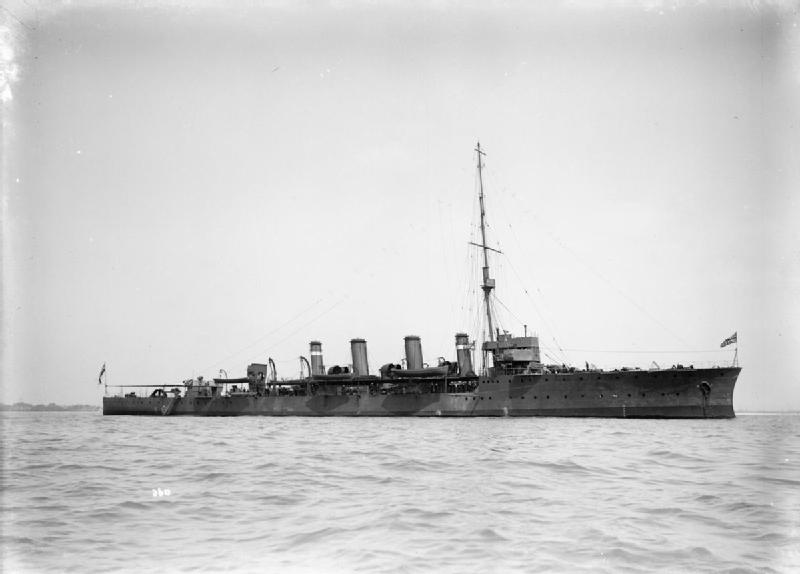
Die Attentive,
lange Flaggschiff der 6th DF

Bei Ausbruch des Ersten Weltkriegs bildete die 6th Flotilla den Kern der „Dover Patrol“, und die Afridi blieb in diesem Dienst bis zum Kriegsende. Zur Flottille gehörten noch die drei Spähkreuzer Adventure, Attentive und Foresight und zwölf alte „30-knotter“-Torpedobootszerstörer der B- und C-Klasse. Im Herbst kam noch der Kleine Kreuzer Sapphire zur Flottille. Außer bei den Tribals kam es bei den anderen Flottillenmitgliedern auch zu Wechseln von und zu anderen Flottillen. Im Frühjahr 1915 kamen einige Zerstörer der River-Klasse und Torpedoboote der Cricket-Klasse zum Verband. Vom November 1915 bis zum April 1918 gehörte auch der Seeflugzeugträger Riviera, eine ehemalige Kanalfähre, zur 6th DF.
Im Dezember 1916 kam mit der Broke der Faulknor-Klasse erstmals ein moderner Flottillenführer zur Flottille. Auch kamen mit fünf Booten der Acasta-Klasse erstmals modernere Zerstörer zur Flottille, was dann bis zum Kriegsende in unterschiedlichem Umfang immer wieder geschah. Im August 1918 bestand die Flottille aus sieben Flottillenführern, 33 Zerstörern (davon noch je sieben der Tribal-Klasse und der alten Torpedobootszerstörer), zwei Torpedobooten der Cricket-Klasse, zwölf Patrouillenbooten, dreizehn Monitoren, vier Minensuchern mit Radantrieb und einem Küstenpanzerschiff.
Die Afridi unternahm während ihrer Dienstzeit vor allem zahlreiche Routinepatrouillen. Am 24. März 1916 war sie einer der Zerstörer, die zur Rettung der von UB 29 (Kommandant Oberleutnant zur See Herbert Pustkuchen) torpedierten Kanalfähre Sussex entsandt wurde. Unter den Toten waren keine US-Amerikaner, da aber mehrere amerikanische Passagiere verletzt wurden, sorgte dies für Proteste in den USA, die zu einem hitzigen Austausch diplomatischer Noten zwischen den USA und Deutschland führten.
Als die Kaiserliche Marine größere Torpedoboote mit 105-mm-Geschützen nach Flandern verlegte, verstärke die Royal Navy die Hauptartillerie der Sicherungszerstörer der „Dover patrol“. So wurden die Tribal-Zerstörer Afridi und Viking umbewaffnet: für ihre 12-pounder erhielt die Afridi zwischen April und Oktober 1917 zwei 4.7-inch-(120-mm-)Schnellfeuerkanonen. Dazu erhielt das Boot eine 2-pounder-„pom-pom“-Maschinenkanone zur Flugzeugabwehr und ein Maxim-Maschinengewehr. Die anderen Zwölfpfünder-Tribals Cossack, Mohawk und Tartar erhielten nur die Maschinenkanonen zur Flugzeugabwehr.
Am 22./23. April 1918 nahm die Afridi am ersten Raid gegen das von den Deutschen besetzte Ostende in Belgien teil, der gleichzeitig mit dem Angriff auf Zeebrugge stattfand. Zweck der Angriffe war, die Häfen für eine weitere Nutzung durch deutsche Überwasserschiffe und Unterseeboote unbrauchbar zu machen. Die Afridi gehörte zur Sicherung der Blockschiffe Sirius und Brilliant der Apollo-Klasse, mit denen die Hafeneinfahrt blockiert werden sollte, während die Monitore gleichzeitig den Hafen mit ihren schweren Geschützen beschossen. Anders als in Zeebrugge misslang der Raid auf Ostende völlig, da die Blockschiffe fehlerhaft navigiert wurden und auf Grund liefen, ohne die Hafenzufahrt zu behindern.

### Ende derAfridi
Die fünf letzten aktiven Tribal-Zerstörer (Afridi, Cossack, Saracen, Viking, Zubian) verlegten im Februar 1919 zur „7th Destroyer Flotilla“ im Humber. Sie bildeten, zusammen mit elf alten Torpedobootszerstörern und drei Zerstörern der River-Klasse, die „East Coast Forces“, bis sie einen Monat später aus dem aktiven Dienst ausschieden. Die Boote wurden in Immingham zum Kauf angeboten. Am 9. Dezember 1919 kaufte die Firma F. Wilkinson die Afridi zum Abbruch.